# Tsàpkovo
Tsàpkovo (en rus: Цапково) és un poble de l'óblast de Vorónej, a Rússia, segons el cens del 2010 tenia 192 habitants.